# Rue de la Grange-au-Loup
La rue de la Grange-au-Loup est une voie de Nantes.

## Situation et accès
Située dans le quartier Nantes Erdre, cette rue, d'une longueur de près de 750 mètres, prend naissance route de Saint-Joseph et termine route de Carquefou. C'est une voie asphaltée ouverte à la circulation automobile.

## Historique
Située dans le quartier de Saint-Joseph de Porterie et anciennement dénommée « rue des Charrettes », elle était une voie sauvage, bordée de pommiers et de vignes. Elle connut un début d'urbanisation dès les années 1960, avec la construction principalement d'habitations pavillonnaires et de petits collectifs HLM.
Le 22 mars 1986, au lendemain de son spectacle Lily Passion à Nantes, Barbara, accompagnée de son partenaire, Gérard Depardieu, inaugure le nouveau nom de cette artère baptisée « rue de la Grange-au-Loup » qui n’existait jusqu'alors que dans la chanson Nantes.
Avant de devenir effectivement une voie de la ville de Nantes, la « rue de la Grange-au-loup » était une rue fictive imaginée par Barbara dans sa chanson Nantes. Cette adresse était censée être le dernier domicile du père de la chanteuse où il mourut en 1959. Elle lui y donna rendez-vous pour lui pardonner mais arriva trop tard .
Dans cette dernière, la rue de la Grange-au-Loup évoquait le rendez-vous manqué de la chanteuse avec Jacques Serf, son père, qui était mourant, alors qu'en réalité, celui-ci décéda le 20 décembre 1959 à l’hôpital Saint-Jacques situé dans le quartier sud de la ville :

Pourtant, j’étais au rendez-vous, 

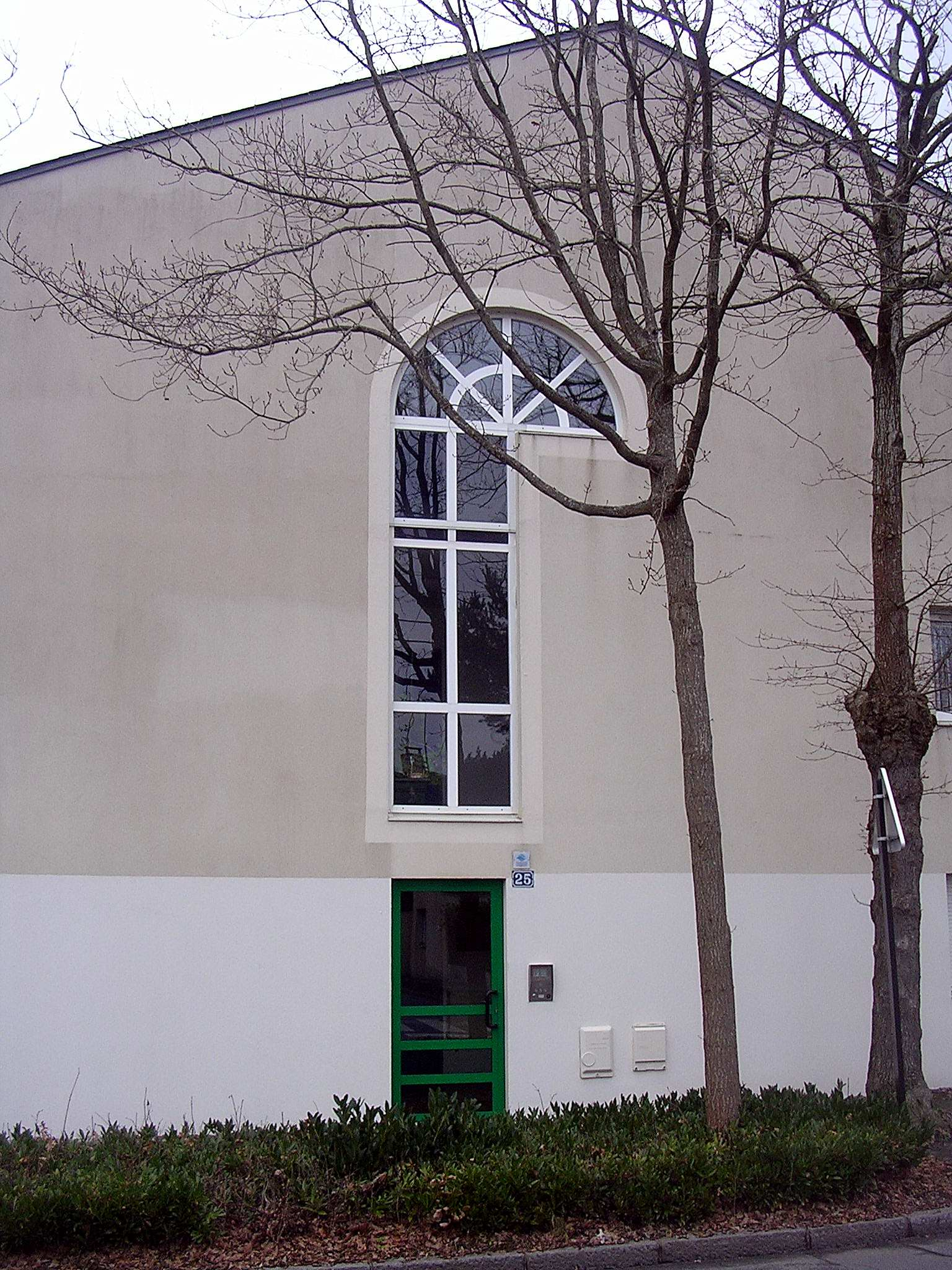
25, rue de la Grange-au-Loup.

Vingt-cinq rue de la Grange-au-Loup, 

Mais il ne m’a jamais revue, 

Il avait déjà disparu. 

Il pleut sur Nantes, 

Et je me souviens, 

Le ciel de Nantes 

Rend mon cœur chagrin. (éd. Métropolitaines) 

Cependant, il est presque certain que Jacques Serf avait trouvé refuge dans les dépendances d’une ferme voisine, la ferme « Rincé », où se situe l’actuelle cité des Castors. Il fut décidé que le no 25 (l'adresse fictive citée dans la chanson) resterait vide de construction et qu'un square soit aménagé à cet endroit. Mais la promesse ne put être tenue et un promoteur immobilier y fit construire un immeuble.
Au début des années 2010, les dernières terres agricoles sont en friche en attendant d'accueillir d'autres programmes immobiliers.

## Bâtiments remarquables et lieux de mémoire
En face du 12 rue de la grange au loup, se situe le square Barbara dans lequel se situe la statue de la célèbre chanteuse .

## Voies adjacentes

### Allée Barbara
Le 9 décembre 2000, trois ans après le décès de la chanteuse, une allée perpendiculaire à la rue de la Grange-au-Loup et rejoignant la Rue Traversière (Nantes), est baptisée du nom de Barbara, à la demande de l’association « la Commune Libre de Saint Joseph de Porterie ». Pour cette inauguration, une fresque peinte par Philippe Béranger et une statue en bronze exécutée par Jeanne Merlet sont dévoilées.

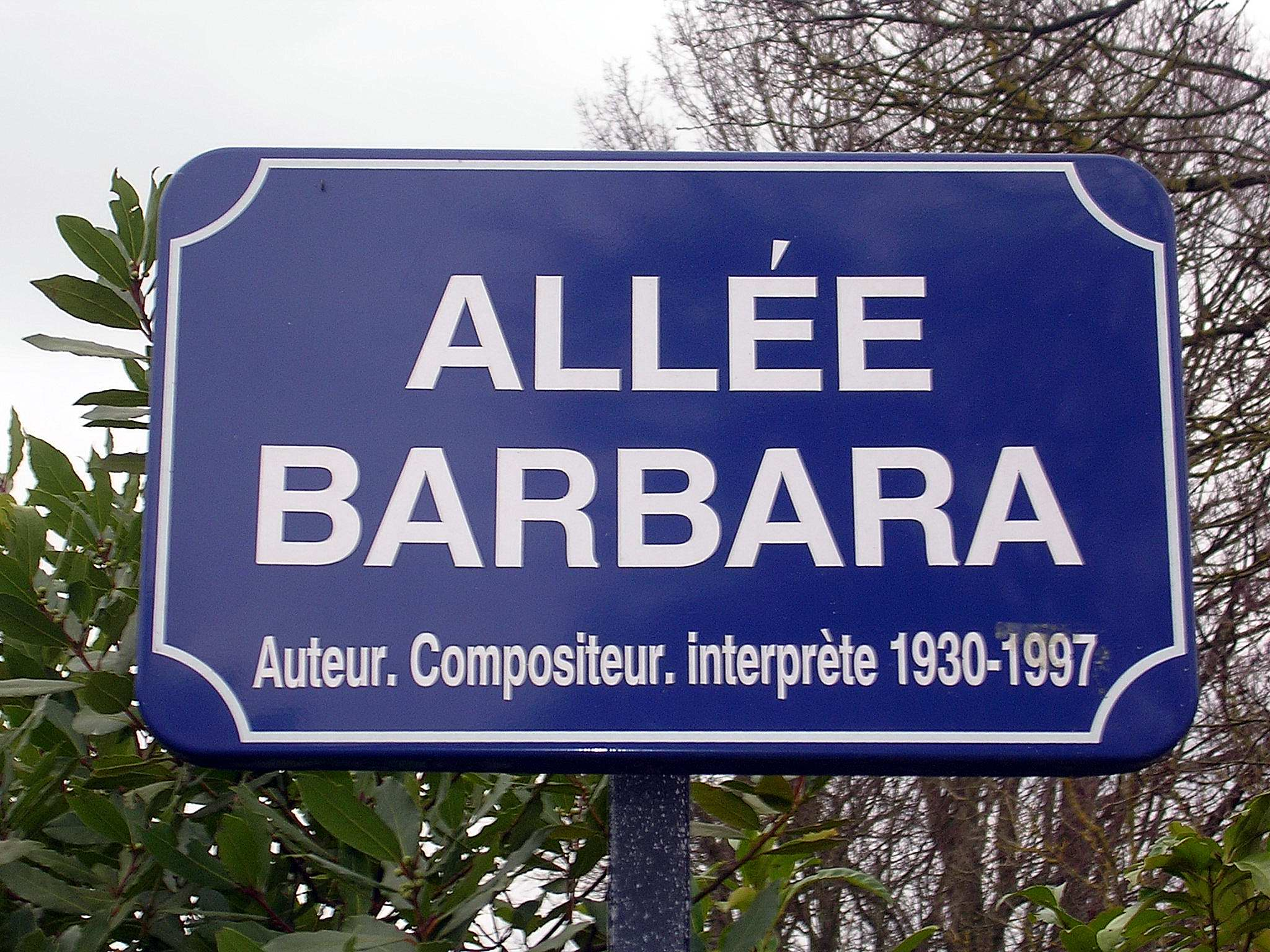
Allée Barbara, quartier Saint-Joseph-de-Porterie à Nantes.